# Chasing Time: The Bedlam Sessions
Pour les articles homonymes, voir Bedlam.
Albums de James Blunt
Back to Bedlam
(2004) All the Lost Souls
(2007)
Chasing Time: The Bedlam Sessions est un album CD / DVD de James Blunt. Pour le DVD en live, le concert a été enregistré en Irlande.

## Pistes de l'album
CD audio
1. Wisemen
2. High
3. Cry
4. Goodbye My Lover
5. So Long, Jimmy
6. Sugar Coated
7. You're Beautiful
8. Billy
9. Fall at Your Feet
10. Tears and Rain
11. No Bravery
12. Where Is My Mind?

DVD
1. High (Live)
2. Billy (Live)
3. Wisemen (Live)
4. Goodbye My Lover (Live)
5. Tears and Rain (Live)
6. Out of My Mind (Live)
7. So Long, Jimmy (Live)
8. You're Beautiful (Live)
9. Cry (Live)
10. Where Is My Mind? (Live)
11. No Bravery (Live)
12. High (Clip)
13. High (Making of)
14. Wisemen (Clip)
15. Wisemen (Making of)
16. You're Beautiful (Clip)
17. You're Beautiful (Making of)
18. High (Nouvelle version)
19. High (Nouvelle version / Making of)
20. Goodbye My Lover (Clip)
21. Goodbye My Lover (Making of)
22. EPK de l'album Back to Bedlam
23. Galerie photos
24. Interview